# Mick Coady
Mick Coady là một cầu thủ bóng đá người Anh đã giải nghệ.

## Sự nghiệp
- Sunderland FC (1976–80) 6 trận 0 bàn thắng
- Carlisle United (1980–82) 51 trận 1 bàn thắng
- Sydney Olympic (1983–84) 56 trận 2 bàn thắng
- Wolverhampton Wanderers (1984–86) 15 trận 1 bàn thắng
- Barrow FC